# Грофф, Лорен
Лорен Грофф (род. 23 июля 1978, Куперстаун, Нью-Йорк) — американская писательница, автор романов и рассказов. Автор пяти романов и двух сборников рассказов, в том числе «Нежные съедобные птицы» (2009), «Судьбы и фурии» (2015), «Аббатиса» (2022) и «Дикие просторы» (2023).
В 2024 году она вошла в список 100 самых влиятельных людей по версии журнала TIME.

## Биография
Грофф, второй ребёнок Жаннин и Джеральда Грофф, родилась и выросла в Куперстауне, штат Нью-Йорк.. Окончила Амхерст-колледж и Университет Висконсин-Мэдисон, получив степень магистра изящных искусств в области художественной литературы.
Первый роман Грофф «Монстры Темплтона» был опубликован издательством Hyperion 5 февраля 2008 года и попал в список бестселлеров The New York Times. Он был хорошо принят Стивеном Кингом, который прочитал его до публикации и написал рецензию в Entertainment Weekly. Роман был включён в шорт-лист премии Orange Prize for New Writers в 2008 году и назван одной из лучших книг 2008 года по версии Amazon.com и San Francisco Chronicle.
Книга «Монстры Темплтона» — это современная история о возвращении домой в Темплтон, представляющий собой Куперстаун. В нём звучат голоса персонажей, взятых из истории города, а также из романа Джеймса Фенимора Купера «Пионеры», действие которого также происходит в вымышленном Куперстауне под названием Темплтон.
Первый сборник рассказов Гроффа, «Нежные съедобные птицы», вышел в январе 2009 года. В него вошли рассказы, опубликованные в журналах The New Yorker, The Atlantic, Five Points, Ploughshares, и в антологиях Best New American Voices 2008, Pushcart Prize XXXII и The Best American Short Stories 2007, 2010 и 2014 годов.
Второй роман Грофф, «Аркадия», вышел в 2012 году и повествует о первом ребенке, родившемся в вымышленной коммуне 1960-х годов на севере штата Нью-Йорк. Роман стал бестселлером по версии New York Times и Booksense и получил положительные отзывы от New York Times Sunday Book Review, The Washington Post, и Miami Herald. Роман был признан одной из лучших книг 2012 года по версии The New York Times, The Washington Post, Vogue, The Globe and Mail, The Christian Science Monitor, и Kirkus Reviews.
Её третий роман, «Судьбы и фурии», вышел в 2015 году и также стал бестселлером New York Times и Booksense. «Судьбы и фурии» — это портрет 24-летнего брака с двух точек зрения: сначала мужа, а затем жены. Роман был номинирован на Национальную книжную премию 2015 года за художественную литературу, на премию Национального кружка книжных критиков 2015 года за художественную литературу, и вошёл в многочисленные списки «Лучшей художественной литературы 2015 года», включая выбор Amazon.com как лучшей книги 2015 года. Президент Барак Обама выбрал его в качестве своей любимой книги 2015 года.
В 2017 году журнал Granta назвал Грофф одной из лучших молодых американских романисток своего поколения. В 2018 году она получила стипендию Гуггенхайма в области художественной литературы.
Четвёртый роман Грофф, «Аббатиса», вышел в 2021 году. Роман рассказывает о «семнадцатилетней Марии Французской… отправленной в Англию, чтобы стать новой настоятельницей обедневшего аббатства, монахини которого находятся на грани голодной смерти и поражены болезнями». Роман попал в шорт-лист Национальной книжной премии за художественную литературу в 2021 году и Медали Эндрю Карнеги за выдающиеся достижения в области художественной литературы в 2022 году.
Пятый роман Грофф, The Vaster Wilds, дебютировал в списке бестселлеров New York Times в сентябре 2023 года. В романе рассказывается о побеге девушки-служанки из колониального поселения в «голодное время» 1609 года.
В 2024 году она открыла книжный магазин The Lynx в Гейнсвилле, штат Флорида.

### Личная жизнь
Грофф замужем, имеет двоих детей и живет в Гейнсвилле, штат Флорида. Её сестра — триатлонистка и двукратная олимпийская чемпионка США Сара Тру.

### Романы
- The Monsters of Templeton (William Heinemann, 2008, ISBN 9780434017843)
- Arcadia (Hachette, 2012, ISBN 9781401340872)
- Fates and Furies (William Heinemann, 2015, ISBN 9781785150142)[34]
- Matrix (William Heinemann, 2021, ISBN 9781785151903)[35][36]
- The Vaster Wilds (Riverhead Books, 2023), ISBN 9780593418390.[37][38][39][40]